# 143 (číslo)
Sto čtyřicet tři je přirozené číslo. Následuje po číslu sto čtyřicet dva a předchází číslu sto čtyřicet čtyři. Řadová číslovka je stočtyřicátýtřetí nebo stotřiačtyřicátý. Římskými číslicemi se zapisuje CXLIII.

## Matematika
Sto čtyřicet tři je
- nešťastné číslo.
- nepříznivé číslo.

- součet tří (43 + 47 + 53) a také sedmi (11 + 13 + 17 + 19 + 23 + 29 + 31) po sobě jdoucích prvočísel.

- Každé přirozené číslo je součtem nejvýše 143 sedmých mocnin.

## Chemie
- 143 je neutronové číslo druhého nejstabilnějšího izotopu uranu a nukleonové číslo druhého nejběžnějšího izotopu neodymu.[1]

## Doprava
- Silnice II/143 je česká silnice II. třídy na trase Prachatice – Smědeč – Brloh – Křemže – České Budějovice.[2]
- Index KOV vozu Ampz143 ČD

## Roky
- 143
- 143 př. n. l.